# Agência Presbiteriana de Missões Transculturais
A APMT é uma missão evangélica da Igreja Presbiteriana do Brasil (IPB), uma das mais antigas denominações protestantes do Brasil. Antes se chamava Junta de Missões Estrangeiras (JME), que tratava apenas de missões fora do Brasil. Atualmente a APMT trabalha também dentro do Brasil entre tribos indígenas, povos ciganos e comunidades de estrangeiros. Fora do Brasil, está presente em mais de 30 países de todos os continentes, com mais de 130 missionários, a grande maioria deles acompanhados por suas famílias. Os missionários são mantidos por doações voluntárias feitas em geral por igrejas e por pessoas ligadas às igrejas.
A JME – Junta de Missões Estrangeiras era uma comissão nomeada diretamente pelo SC/IPB – Supremo Concilio da Igreja Presbiteriana do Brasil, originária em 1944 e ao relator da comissão cabia convocar outros membros para organizar e administrar a JME, que consistia em eleger a diretoria: presidente, tesoureiro e secretário executivo.
Até 1966 a ação da IPB, na obra estrangeira, era colaboração com as igrejas existentes nos países: Portugal, Chile, Venezuela e EUA com o envio de obreiros e com sustento financeiro da Igreja dos Estados Unidos.
Em1965, o Pr Odayr Olivetti, quando contatado para renovar a atuação no Chile, preferiu atuar em campo pioneiro, retornando ao Brasil. Eleito pelo Supremo Concílio (SC) como relator da comissão da JME, expôs o ponto de vista de investir na obra missionária transcultural apenas em campos pioneiros. Tinha experiência em ministério no campo nacional e experiência em missão estrangeira. Ele foi secretário executivo da JME, no período de 1966 a 1974.
Assim, a IPB mudou seus objetivos quanto a atuação através da JME em 1968, contando apenas com o apoio moral da IPB, por questões internas de poucos recursos devido a muitas igrejas não enviarem seus dízimos ao SC. Assim, o desafio foi obter o sustento para este empreendimento.
Formou-se uma comitiva composta pelo Rev. Antonio Vieira Fernandes, Rev. Marcelino Pires de Carvalho, Rev. Odayr Olivetti (secretário executivo da JME), Rev. Atael Fernando Costa, João Boyle (missionário Menonita) e o Rev. Joseph Hahan (missionário americano e professor no Seminário Presbiteriano em Campinas), a fim de dar seguimento ao projeto Paraguai.
O Paraguai foi escolhido, por ser um país de fácil acesso ao Brasil próximo à fronteira, uma vez que este seria um empreendimento pioneiro, com recursos e estrutura nacionais brasileiras, sem parceria com as agências missionárias estrangeiras, sendo o mais seguro para este empreendimento pioneiro.
Foi elaborado um diploma de sócio Fundador da IPP, o qual era concedido a quem colaborasse e se comprometesse a se associar, nas divulgações junto as igrejas brasileiras (locais).
A comitiva realizou vários contatos no país, e um culto em 14/07/1968 na residência paraguaio o senhor Teófilo Dominguez. Como era um trabalho empírico, os membros da comitiva na oportunidade se informaram como era a religiosidade e adquirir algum conhecimento sobre o povo. Fizeram contato com o proprietário de um casarão que poderia ser a propriedade da IPB no Paraguai.
Durante os anos seguintes foram ampliadas as ações aos campos da América Latina, África, e os outros continentes.
Até o ano 2000, a JME focava e atendia o trabalho missionário fora do nosso país (estrangeiras). Neste ano foi criada a APMT, Agência Presbiteriana de Missões Transculturais, com aprimoramento da ação e visão missionária pelo desdobramento dos campos e alcance, acompanhando o movimento missionário mundial e contemporâneo com suas tendências, estratégias e definições passou a focar campos transculturais, dentro e fora do Brasil com reestruturação da dinâmica, estrutura e logística missionária.
Em 2002, o SC da IPB norteia por meio de documento Filosofia de Missões (SC-IPB- 2002 Doc. LXVIII): Nele dimensiona o foco da missão mediante o propósito e alvo do Pacto de Lausanne: o Evangelho todo, para o homem todo.
A APMT hoje atua em 40 países e conta com mais de 220 missionários espalhados em todos os continentes. Conta hoje com uma Base para os projetos na Europa que é coordenada pelo Rev. Carlos del Pino; outra Base para os projetos na África Austral que é  coordenada pelo Rev. Gesse Rios e a Base para os projetos Indígenas, em Manaus, coordenada pelo, Rev. Norval Oliveira da Silva.

## Atividades
As principais atividades realizadas hoje pelos missionários da APMT são:

### Ação Social
- Ambulatório - África e Brasil;
- Agronomia - Norte da África;
- Apoio aos refugiados - África do Sul;
- Projeto Amadeus - Romênia;
- Projeto Meninos de rua - Senegal;
- Projeto CEPA - Apoio aos imigrantes - Espanha.

### Plantação de Igrejas
- Bolívia;
- Espanha;
- Guiné-Bissau;
- Itália;
- Paraguai;
- Portugal;
- Romênia;
- Timor-Leste.

### Atividades com povos indígenas, ciganos e comunidades de estrangeiros
- Alfabetização bilíngue (língua mãe e português);
- Assistência à saúde;
- Plantação de igejas autóctones;
- Produção de cartilhas;
- Tradução da Bíblia.

### Pré-Escola e Ensino Fundamental
- Escola Paraguai/Brasil - San Lorenzo (Paraguai);
- Centro Educacional Presbiteriano - Concepción (Paraguai);

### Outras
- Capelania hospitalar;
- Desenvolvimento de liderança autóctone;
- Discipulado;
- Ensino teológico;
- Evangelismo;
- Tradução da Bíblia.